# Arlington (Texas)
Arlington é uma cidade norte-americana do estado do Texas, situada no Condado de Tarrant. Fica situada entre Dallas e Fort Worth, exatamente no centro da Metroplex.
Com quase 400 mil habitantes, de acordo com o censo nacional de 2020, é a sétima cidade mais populosa do estado e a 50.ª mais populosa do país.

## História
A cidade foi fundada em 1875 e foi nomeada assim após a fundação de Arlington, na Virgínia. Após a chegada da estrada de ferro em 1876, cresceu como um centro agrário, principalmente na cultura do algodão. A industrialização em grande escala começou em 1954 com a chegada de uma fábrica da General Motors. O desenvolvimento das indústrias de construção automóvel e aeroespacial deu à cidade uma das maiores taxas de crescimento populacional da nação entre 1950 e 1990.
A cidade é onde foi formada a banda mundialmente conhecida Pantera.

## Geografia
Arlington fica situada em 32°42'18 "para o norte, 97°7'22" (32,705033, -97,122839) GR1 ocidental.
De acordo com o Departamento do Censo dos Estados Unidos, a cidade tem uma área de 257,6 km², dos quais 248,3 km² estão cobertos por terra e 9,3 km² (3,6%) por água.

## Demografia

### Censo 2020
De acordo com o censo nacional de 2020, a sua população é de 394 266 habitantes e sua densidade populacional é de 1 587,9 hab/km². Seu crescimento populacional na última década foi de 7,9%, bem abaixo do crescimento estadual de 15,9%. É a sétima cidade mais populosa do estado e a 50ª mais populosa do país.
Possui 151 697 residências que resulta em uma densidade de 611 residências/km² e um aumento de 4,8% em relação ao censo anterior. Deste total, 6,0% das unidades habitacionais estão desocupadas. A média de ocupação é de 2,8 pessoas por residência.

### Censo 2010
Segundo o censo nacional de 2010, sua população era de 365 438 habitantes e sua densidade populacional de 1 418,5 hab/km². Possuía 144 805 residências, que resultava em uma densidade de 583,1 residências/km².

## Educação
O Distrito Independente de Escolas de Arlington (AISD), faz da cidade uma com mais escolas públicas de qualidade na região. Seis das escolas de Ensino Médio (Segundo Grau) da AISD: Arlington, James Bowie, Sam Houston, Mirabeau B. Lamar, James Martin, e Juan Seguin, foram classificadas como de nível "A" (o mais elevado) segundo a Liga de Intererescolar Universitária (UIL). O Distrito Independente Escolar de Mansfield serve à parcela do sul de Arlington.
Arlington é lar da Universidade do Texas, campus Arlington, à sudeste do condado de Tarrant, e da Universidade Batista de Arlington.
A universidade de Texas em Arlington é o terceiro maior campus da Universidade do Texas. A universidade tem um registro atual de 25.297 estudantes, resgistrados em 2004, e é reconhecida como um recurso valioso à cidade de Arlington e de sua economia.

## Transporte
Arlington é a maior cidade dos Estados Unidos sem um sistema público de transporte.

## Esportes
Em Arlington ficam a sede dos Texas Rangers e o Globe Life Field (estádio de basebol), do estádio dos Dallas Cowboys, o AT&T Stadium, e está aproximadamente 12 milhas ao leste de Fort Worth e 20 milhas ao oeste de Dallas.

## Marcos históricos
A relação a seguir lista as 7 entradas do Registro Nacional de Lugares Históricos em Arlington. O primeiro marco foi designado em 21 de novembro de 1978 e o mais recente em 26 de julho de 2010.
- Arlington Post Office
- Hutcheson-Smith House
- Marrow Bone Spring Archeological Site
- Old Town Historic District
- South Center Street Historic District
- Vandergriff Building
- Vaught House